# يبريق عسجدي
اليبريق العسجدي أو العثة بنية الذيل (الاسم العلمي: Euproctis chrysorrhoea)، هو نوع من الحشرات يتبع جنس اليبريق ضمن فصيلة الأربوسية ضمن رتبة حرشفيات الأجنحة. تتوزع في جميع أنحاء أوروبا كما تتواجد أيضاً في أمريكا الشمالية حيث تُعتبر من الحشرات الغازية التي وصلت إلى القارة قبل القرن العشرين. تتغذى هذه الحشرة على 26 جنساً من أنواع النباتات.

## الوصف
أجنحتها بيضاء نقيّة، تتميز هذه الحشرة بأن لها ذنباً (أو ذيل) بُنياً ناصع اللون لافتاً للنظر. مع العلم بأن الذنب البني يكون أطول وأكثف في الإناث عن الذكور. يبلغ طول الجناحين من 36 إلى 42 ملم. هي حشرات ليليّة تنجذب إلى الأنوار والإضاءات. وتكون يرقتها ذو لون بني مع احمرار ملحوظ.

## الأضرار
كتبت الباحثة في طب الجلد البريطانية سيسيلي بيرل في 1979 بحثاً تذكر فيه بأن الحشرة تسبب الطفح الجلدي وتهيج الجلد والصداع وصعوبة التنفس. وشددت على ارتداء القفازات الواقية عند التعامل مع الحشرة في جميع دورات الحياة.